# Lumturi Blloshmi
Lumturi Blloshmi (Tirana, 1944 – Tirana, 2020) è stata una pittrice albanese.
Interprete della cultura artistica dell'Albania a cavallo tra il XX e il XXI secolo, si è formata come pittrice, ha lavorato anche come fotografa, artista di installazioni e performance.

## Biografia
Si è diplomata alla Accademia di Belle Arti di Tirana nel 1968. Sorda dall'età di 6 anni, la sua opera artistica è stata segnata dalla malattia e dall’essere una artista donna, in un periodo in cui il regime comunista albanese non vedeva con particolare favore le espressioni artistiche. Alla caduta del comunismo ha cominciato a collaborare con istituzioni e artisti all’estero, in Europa e anche negli Stati Uniti. È morta di COVID-19 nel 2020.

## Opere
Inizialmente formatasi come pittrice, è approdata poi ad altre forme di arte, come la fotografia, le installazioni e anche le performance, pur non abbandonando mai il campo dell'arte figurativa.
Nei suoi lavori ha sempre giocato con i materiali e la loro trasformazione.

## Mostre
- 2006 Chelsea Art Museum, New York, USA
- 2004 Ambiguity, National Gallery of Arts, Tirana, Albania
- 2003 Menu Kama-Sutra, National Gallery of Arts, Tirana, Albania
- 2002 Face-Identity Mirror of the Balkans, Kraljevo, Serbia
- 2001 Jacques Cartier Gallery, Channy, Francia
- 1989 National Gallery of Arts, Tirana, Albania
- 2022 Padiglione Albania, Biennale di Venezia, Italia[3]